# Тан-Te'-K'ініч
Тан-Te'-K'ініч (22 січня 648 — після 802) — ахав Південного Мутуля зі столицею в місті К'ініч-Па'-Віц у 770—802 роках.

## Життєпис
Був намісником або ахавом (без доповнення священний) Уча'ан К'ан Б'алам (не ім'я, а титул — «пан полоненого К'ан Б'алама»). На думку низки дослідників був онуком священного ахава Уча'ан К'ін Б'алама, що зробив К'ініч-Па'-Віц другою столицею Південного мутульського царства після знищення у 761 році столиці Дорс-Пілас. Проте затвердитися як священний ахав Тан-Te'-K'ініч зумів лише у 770 році. Церемонія інтронізації відбулася в день 9.16.19.0.14, 5 Іш 12 Поп (12 лютого 770 року).
На стелі 19 розповідається про битву 778 року, в якій брав участь цей правитель. Розгорнув в К'ініч-Па'-Віце активну будівельну діяльність, прагнучи продемонструвати відродження держави своїх предків. Були зведені нові укріплення, запрошується знать й ремісники з Дос-Пілас. Втім за межами міста його влада була досить слабкою, оскільки в інших містах Південної Мутульської держави затвердилися місцеві династії. Втім з часом військовими й дипломатичними заходами зміг домогтися визнання своєї зверхності, хоча здебільшого вона була номінальною.
Він згадується в Сейбалі, а в 802 році відвідав городище Ла-Амелію, де здійснив керівництво над певним ритуалом, виконаним Лача-K'авііль-Ахав-Б'отом, ахавом Сейбаля, якому Тан-Te'-K'ініч допоміг здобути це місто. Про подальшу долю цього володаря немає відомостей.